# ხ
Xani (asomtavruli Ⴞ - ხანი), este a 31-a literă a alfabetului georgian.

## Forme
| asomtavruli | nuskhuri | mkhedruli |
| ----------- | -------- | --------- |
|             |          |           |

## Reprezentare în Unicode
| asomtavruli | nuskhuri | mkhedruli |
| ----------- | -------- | --------- |
| U + 10BE    | U + 2D1E | U + 10EE  |